# Lista dos campeões das copas estaduais de 2011
A lista a seguir traz dados acerca dos campeonatos das copas estaduais de futebol realizadas no Brasil em 2011.

## Copas Estaduais
| Estado | Competição                          | Campeão                          | Vice-Campeão           | Vagas Torneios CBF                       |
| ------ | ----------------------------------- | -------------------------------- | ---------------------- | ---------------------------------------- |
| BA     | Copa Governador da BA               | Vitória da Conquista (2º título) | Atlético-BA            | SD 2012: Vitória da Conquista            |
| CE     | Copa Fares Lopes (ou Copa Unimed)   | Horizonte (2º título)            | Guarani (J)            | CB 2012: Horizonte                       |
| ES     | Copa ES                             | Real Noroeste (1º título)        | Desportiva Ferroviária | CB 2012: Real Noroeste                   |
| MA     | Copa União                          | Sampaio Corrêa (3º título)       | Santa Quitéria         | CB 2012: Santa Quitéria                  |
| MG     | Taça MG                             | Ipatinga (2º título)             | Boa Esporte            | CB 2012: Ipatinga                        |
| MT     | Copa Governador de MT               | Luverdense (3º título)           | Operário FC            | CB 2012: Luverdense                      |
| PB     | Copa Paraíba                        | Auto Esporte (1º título)         | Treze                  | CB 2012: Auto Esporte                    |
| PE     | Copa Pernambuco                     | Santa Cruz (1º título)           | Náutico                | —                                        |
| RJ     | Copa Rio                            | Madureira (1º título)            | Friburguense           | CB 2012: Madureira SD 2012: Friburguense |
| RS     | Copa FGF (ou Copa Dra. Laci Ughini) | Juventude (1º título)            | Lajeadense             | SD 2012: Juventude                       |
| SC     | Copa SC                             | Joinville (2º título)            | Brusque                | SD 2012: Concórdia                       |
| SP     | Copa Paulista                       | Paulista (3º título)             | Comercial              | CB 2012: Paulista                        |